# Ostap Hohol

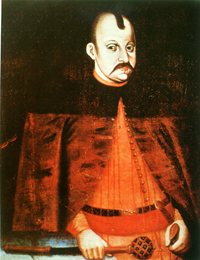
Ostap Hohol

Ostap (Jewstafij) Hohol (ukrainisch Остап (Євстафій) Гоголь; * Anfang des 17. Jahrhunderts in Hoholi, Woiwodschaft Podolien, Polen-Litauen; † 9. Januar 1679 in Dymer) war ein Kosake und zwischen 1675 und 1679 Hetman der rechtsufrigen Ukraine.
Ostap Hohol war ein Mitglied des wolhynischen Adels und Kosakenführer im Chmelnyzkyj-Aufstand.
Von 1658 bis zu dessen Auflösung 1676 war er Oberst des Mohyliw-Podilskyj-Regiments (Dnister-Regiment) und 1649 sowie erneut 1674 Oberst des Winnyzja-Regiments. Von 1676 an war er, in Nachfolge von Mychajlo Chanenko, bis zu seinem Tod 1679, Hetman der rechtsufrigen Ukraine.
Einige Historiker halten Ostap für einen Vorfahren von Nikolai Gogol und für ein Vorbild für dessen Erzählung Taras Bulba.